# Sławięcice
Sławięcice (Duits: Slawentzitz) is sinds 1975 door de fusie van de plaatsen Koźle, Kędzierzyn en Kłodnica een stadsdeel van de stad Kędzierzyn-Koźle (Kandrzin-Cosel) in het Poolse woiwodschap Opole. Tot 1945 was Sławięcice Duits grondgebied en van 1945 tot 1975 een zelfstandige Poolse gemeente.

## Naam
Sławięcice komt van het Poolse woord sławy (Nederlands: 'bekendheid' of 'roem'). De Duitse leraar Heinrich Adamy schrijft in zijn werk over plaatsnamen in Silezië, (dat werd gepubliceerd in 1888 in Wrocław) over de eerder genoemde naam van de stad in de huidige Poolse vorm "Slawiencice", als vermelding van "Miejsce sławnych ludzi", in het Duits: "Sitz der berühmter Leute", dat werd weer vertaald als "Slawentzitz" een fonetisch gegermaniseerde vorm van "Sławięcice" en heeft als gevolg daarvan zijn oorspronkelijke betekenis verloren.
Als gevolg van de Poolse oorsprong van de naam werd deze veranderd tijdens het nazi-regime in de jaren 1936-1945 naar het Duitse Ehrenforst.

## Bekende personen
Personen die afkomstig zijn uit Sławięcice:
- Frederik Lodewijk van Hohenlohe-Ingelfingen, Pruisische generaal
- Jozef Klose, Pools/Duitse voetballer (tevens vader van Miroslav Klose)
- Helmut Krieger, atleet

## Demografie
| Jaartal | Aantal inwoners |
| ------- | --------------- |
| 1787    | 384             |
| 1860    | 2.000           |
| 1885    | 2.190           |
| 1933    | 2.482           |
| 1939    | 2.548           |
| 1961    | 2.703           |
| 1971    | 3.700           |
| 2005    | 2.770           |

## Verkeer en vervoer
- Station Sławięcice